# کارن فونتین
کارن فونتین (انگلیسی: Karen Fonteyne؛ زادهٔ ۲۹ ژانویهٔ ۱۹۶۹) ورزشکار شنای موزون اهل کانادا است.
وی در مسابقات کشوری و بین‌المللی در مجموع برندهٔ ۴ مدال نقره شده‌است.